# Ceuthophilus lamellipes
Ceuthophilus lamellipes är en insektsart som beskrevs av Rehn, J.A.G. 1907. Ceuthophilus lamellipes ingår i släktet Ceuthophilus och familjen grottvårtbitare. Inga underarter finns listade i Catalogue of Life.